# Cục An ninh chính trị nội bộ (Việt Nam)
Cục An ninh chính trị nội bộ (A03) trực thuộc Bộ Công an Việt Nam là cơ quan đầu ngành tham mưu cho Đảng Cộng sản Việt Nam và Nhà nước Việt Nam về công tác đảm bảo an ninh chính trị nội bộ.

## Lịch sử
Ngày 10 tháng 5 năm 1958, Vụ Bảo vệ cơ quan được thành lập, trở thành đơn vị tiền thân của Cục An ninh chính trị nội bộ - Tổng cục An ninh.
Theo Nghị định số 01/NĐ-CP ngày 6 tháng 8 năm 2018 quy định về chức năng, nhiệm vụ, quyền hạn và cơ cấu tổ chức bộ máy của Bộ Công an. Sau khi giải thể các Tổng cục, Cục An ninh chính trị nội bộ được thành lập trên cơ sở sáp nhập Cục An ninh chính trị nội bộ và Cục An ninh văn hóa, thông tin truyền thông trực thuộc Tổng cục An ninh trở về trực thuộc Bộ Công an.

## Nhiệm vụ, quyền hạn
Về công tác bảo vệ bí mật nhà nước, A03 có trách nhiệm tham mưu giúp Bộ:
- Thực hiện quản lý nhà nước về bảo vệ bí mật nhà nước;
- Tổng hợp ý kiến Công an các đơn vị, địa phương đề xuất sửa đổi, bổ sung danh mục bí mật nhà nước trong lĩnh vực an ninh quốc gia, trật tự, an toàn xã hội;
- Sơ kết 6 tháng trong Công an nhân dân, sơ kết một năm và tổng kết năm năm một lần công tác bảo vệ bí mật nhà nước trong phạm vi toàn quốc;
- Chủ trì, phối hợp với A05, A06 và các đơn vị khác có liên quan tổ chức kiểm tra việc chấp hành các quy định của pháp luật về bảo vệ bí mật nhà nước đối với các cơ quan, tổ chức, địa phương và Công an các đơn vị, địa phương.

## Lãnh đạo hiện nay

#### Cục trưởng
- Trung tướng Đinh Văn Nơi ,Bí thư Đảng ủy, Uỷ viên Đảng ủy Công an TW [7]

#### Phó Cục trưởng
- Thiếu tướng Trần Thị Bé Nhân
- Thiếu tướng Trần Đình Chung[8]
- Thiếu tướng Phạm Văn Vinh[9]
- Thiếu tướng Nguyễn Bạch Đằng
- Thiếu tướng Nguyễn Văn Hạ
- Đại tá  Hòa Quang Tưng

## Tổ chức
- Phòng Tham mưu
- Phòng Chính trị - Hậu cần
- Phòng 4[10]
- Phòng An ninh thông tin, truyền thông
- Phòng An ninh văn hóa, thể thao, lao động, xã hội[8]
- Phòng Bảo vệ an ninh các cơ quan Đảng, Nhà nước Trung ương[11]
- Phòng Quản lý nhà nước về bảo vệ bí mật nhà nước (Phòng 9)[12]
- Hội Phụ nữ
- Đoàn Thanh niên

## Khen thưởng
- Huân chương Hồ Chí Minh[1]
- Huân chương Độc lập hạng Nhất[1]
- Huân chương Lao động hạng Nhất[1]
- Huân chương Chiến công hạng Nhất[1]
- Danh hiệu Anh hùng Lực lượng vũ trang nhân dân (năm 2013)[1]

## Cục trưởng qua các thời kỳ
- Trung tướng Nguyễn Khắc Khanh, từ 8.2018 - 28.5.2020, nguyên Phó Tổng cục trưởng Tổng cục I, hiện là thành viên Ban Nghiên cứu chuyên đề giúp việc Bộ trưởng Bộ Công an.
- Trung tướng Đặng Ngọc Tuyến, từ 5.2020 - 7.2022, nguyên Phó Cục trưởng Cục A03.
- Thiếu tướng Vũ Hồng Văn, từ 7.2022 - 11.2023, nguyên Giám đốc Công an tỉnh Đồng Nai.
- Thượng tướng Phạm Thế Tùng, từ 12.2023 - 7.2024 nguyên Giám đốc Công an tỉnh Nghệ An.
- Trung  tướng Đinh Văn Nơi, từ 8.2024 - nay, nguyên Giám đốc Công an tỉnh Quảng Ninh.

## Phó Cục trưởng qua các thời kỳ
- Thiếu tướng Lê Vân, từ 8.2018–1.2020, nguyên Cục trưởng A83, hiện là thành viên Ban Nghiên cứu chuyên đề giúp việc Bộ trưởng Bộ Công an, Chủ tịch Câu lạc bộ bóng đá Công an Hà Nội.
- Đại tá Lê Nam Hưng
- Đại tá Văn Công Minh, từ 8.2018–1.2019, nguyên Cục phó A83, hiện là Phó Giám đốc Công an tỉnh An Giang
- Thiếu tướng Nguyễn Văn Hạ, từ 8.2018–nay, nguyên Cục phó A83
- Thiếu tướng Nguyễn Bạch Đằng, từ 8.2018–nay, nguyên Cục phó A83
- Thiếu tướng Phạm Văn Vinh, từ 8.2018–nay
- Thiếu tướng Trần Thị Bé Nhân, từ 2019–nay, nguyên Phó Giám đốc Công an tỉnh Bến Tre
- Thiếu tướng Nguyễn Văn Hạ, –nay
- Thiếu tướng Trần Đình Chung, từ 3.2022–nay, nguyên Phó Giám đốc Công an thành phố Đà Nẵng[8]
- Đại tá Hòa Quang Tưng,  từ 16.10.2024-- nay, nguyên Phó Giám đốc Công an tỉnh Cao Bằng